# Luigi Einaudi (president)
Luigi Einaudi Numa Lorenzo (Carrù, 24 maart 1874 - Rome, 30 oktober 1961) was een Italiaanse econoom, journalist en de tweede president van Italië.
Einaudi studeerde rechten aan de universiteit van Turijn. Tussen 1903 en 1949 was hij professor in Turijn en aan de Bocconi universiteit in Milaan. Tevens was Einaudi redacteur van de Corriere della Sera, La Stampa en was hij correspondent voor de Britse krant The Economist. 

## Politieke carrière
Als lid van de Senato della Repubblica (vanaf 1919) stond hij een liberaal economisch beleid voor. Einaudi was verklaard tegenstander van het fascisme en vluchtte daarom in 1943 naar Zwitserland. Hij keerde terug in 1945 en werd gouverneur van de Banca d'Italia. Hij was vice-premier en minister van Binnenlandse Zaken in het vierde kabinet-De Gasperi. Op 11 mei 1948 werd hij gekozen tot president. 

## Familie
Einaudi was getrouwd met Ida Pellegrini. Samen hadden zij drie zonen, waaronder de uitgever Giulio Einaudi. De componist en pianist Ludovico Einaudi en de Amerikaanse diplomaat Luigi Einaudi zijn kleinzoons van Einaudi.